# Osbeckia
- Commons
- Wikispecies

Osbeckia L. é um género botânico pertencente à família Melastomataceae.

## Sinonímia
- Asterostoma Blume
- Ceramicalyx Blume
- Kadali Adans.

## Espécies
- Osbeckia aspera
- Osbeckia australiana
- Osbeckia chinensis
- Osbeckia crinita
- Osbeckia octandra
- Osbeckia opipara
- Osbeckia rostrata
- Osbeckia rubicunda
- Osbeckia stellata
- Osbeckia zeylanica
- Lista completa

## Classificação do gênero
| Sistema | Classificação                     | Referência               |
| ------- | --------------------------------- | ------------------------ |
| Linné   | Classe Octandria, ordem Monogynia | Species plantarum (1753) |